# یورگن اوتس
یورگن اوتس (به آلمانی: Jürgen Uteß) بازیکن فوتبال و مدافع اهل آلمان شرقی بود که از سال ۱۹۸۲ میلادی عضو تیم ملی فوتبال آلمان شرقی بوده‌است. وی در ۱ بازی ملی حضور داشته و در بازی‌های ملی‌اش گلی به ثمر نرساند. یورگن اوتس آخرین بازی ملی خود را در سال ۱۹۸۲ میلادی انجام داد.